# Yamase Yukihiro
Yukihiro Yamase (sinh ngày 22 tháng 4 năm 1984) là một cầu thủ bóng đá người Nhật Bản.

## Sự nghiệp câu lạc bộ
Yukihiro Yamase đã từng chơi cho Yokohama F. Marinos, Sagan Tosu và Kataller Toyama.